# Ahmad Al Subaih
Ahmad Al Subaih (in arabo  أحمد الصبيح‎?; Al Kuwait, 6 ottobre 1980) è un ex calciatore kuwaitiano, di ruolo difensore.